# Polytrichadelphus rubiginosus
Polytrichadelphus rubiginosus är en bladmossart som beskrevs av Mitten 1869. Polytrichadelphus rubiginosus ingår i släktet Polytrichadelphus och familjen Polytrichaceae. Inga underarter finns listade i Catalogue of Life.